# アッパー・カナダ・ビレッジ
アッパー・カナダ・ビレッジは、1860年代当時のオンタリオ州の事物を再現し、その時代の暮らしや文化を伝えるのを目的とした野外博物館である。開園は1961年6月24日である。

## 概要
メープル街道のほぼ中央に位置し、広大な敷地に、店や学校など、1860年当時の村が再現されている。当時の衣装を身につけた案内人が羊毛紡ぎや粉ひき、鍛冶屋や家具作りなどの仕事をしたり、店や通りを歩いていたり、納屋や庭にいる家畜の世話をしていたりする。その中での工芸品作りや、アトラクションの体験は、19世紀の生活を肌で感じさせる。ビレッジにある庭園の花や農作物、果樹園なども、このコミュニティに雰囲気を添えている。若者、子供向けや団体旅行者向けの企画も用意されている。
元々は、クライスラー農園の戦いにゆかりのある史跡が、ダム（セントローレンス湖）建設により水没することになったため、そこの建築物を移築したのが始まりである。

## アトラクションと移築された建築物

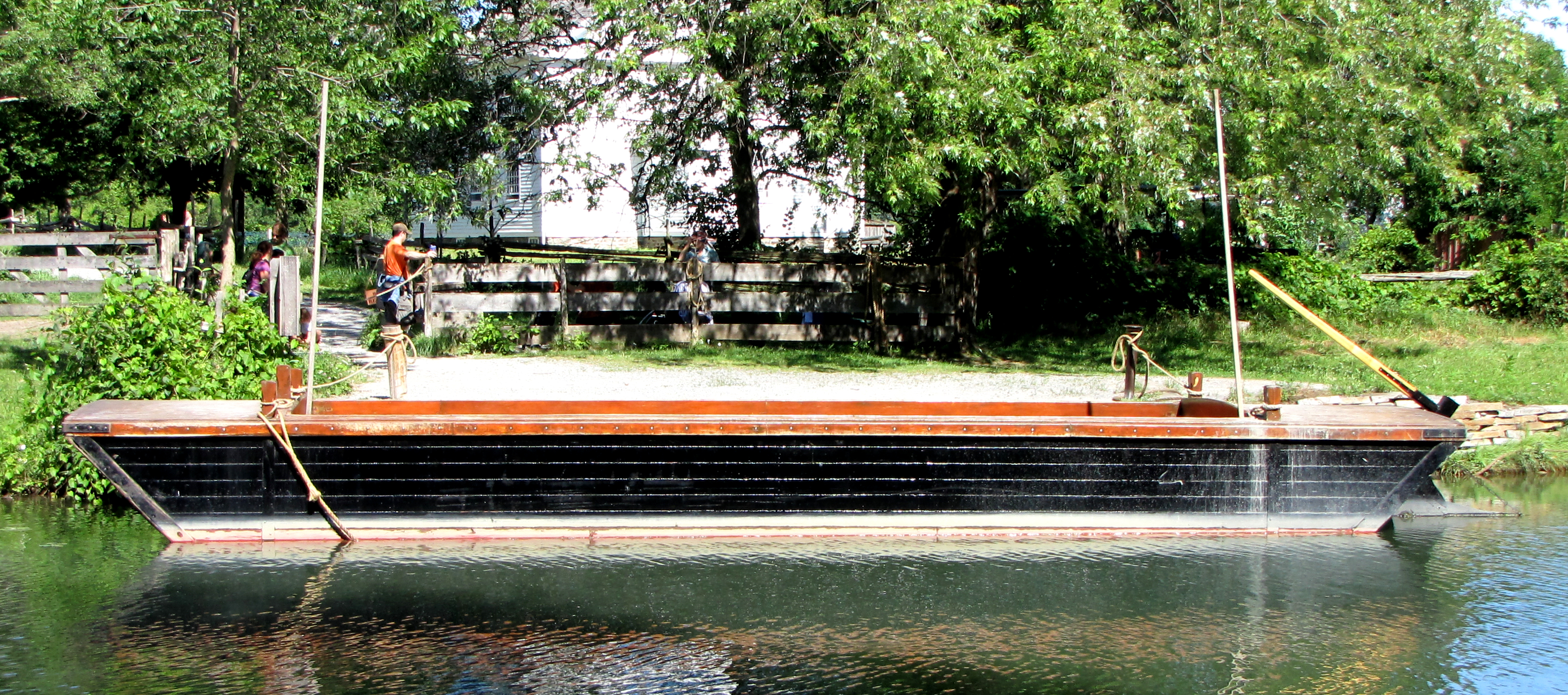
トウ・スコウ

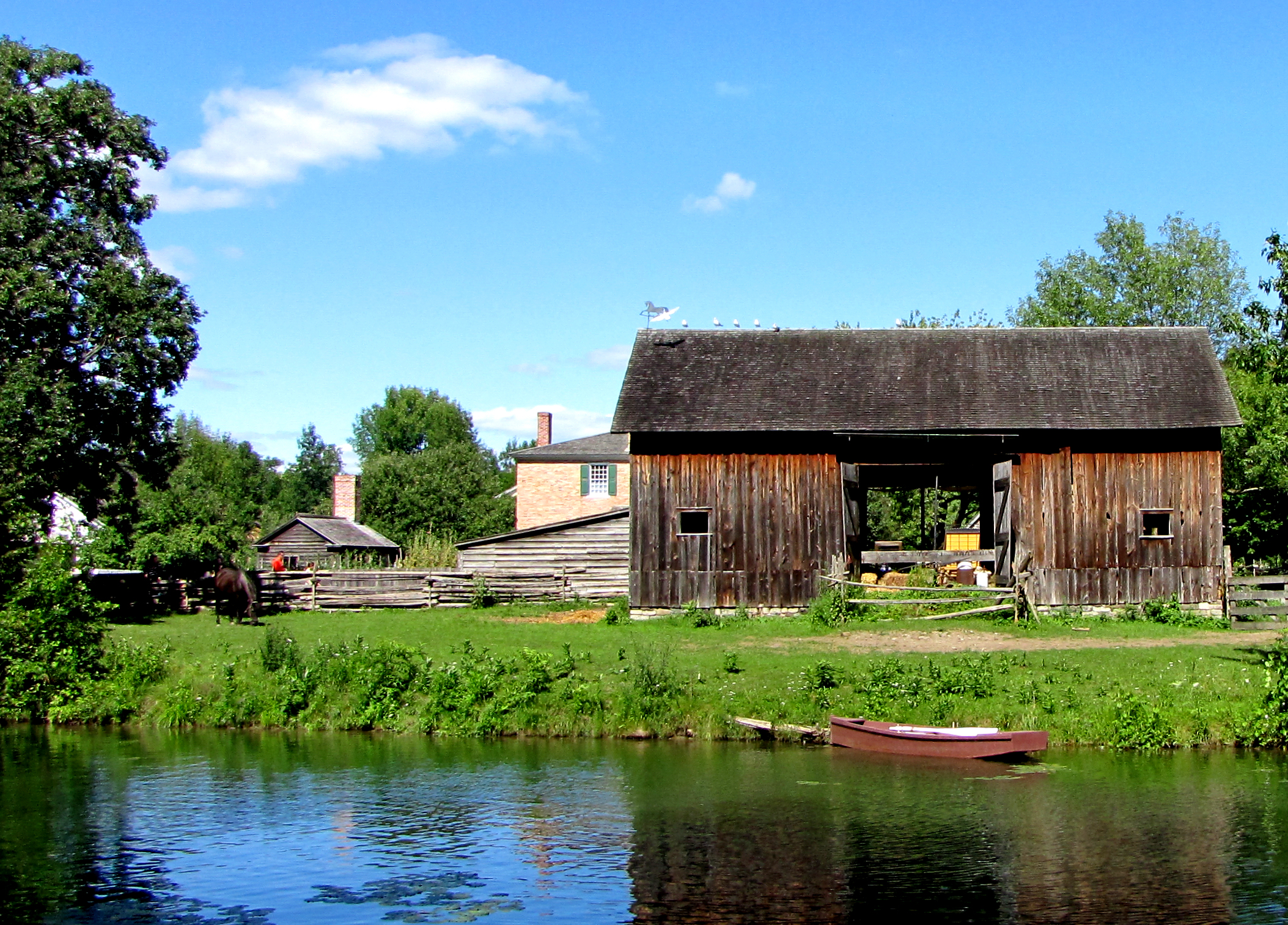
居酒屋（タバーン）

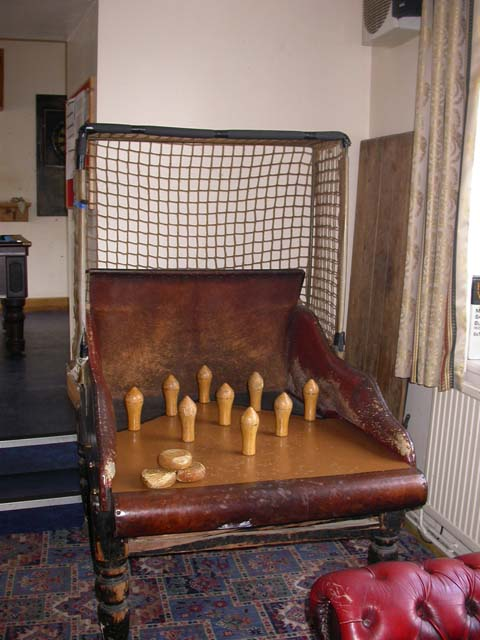
九柱戯（スキットル）

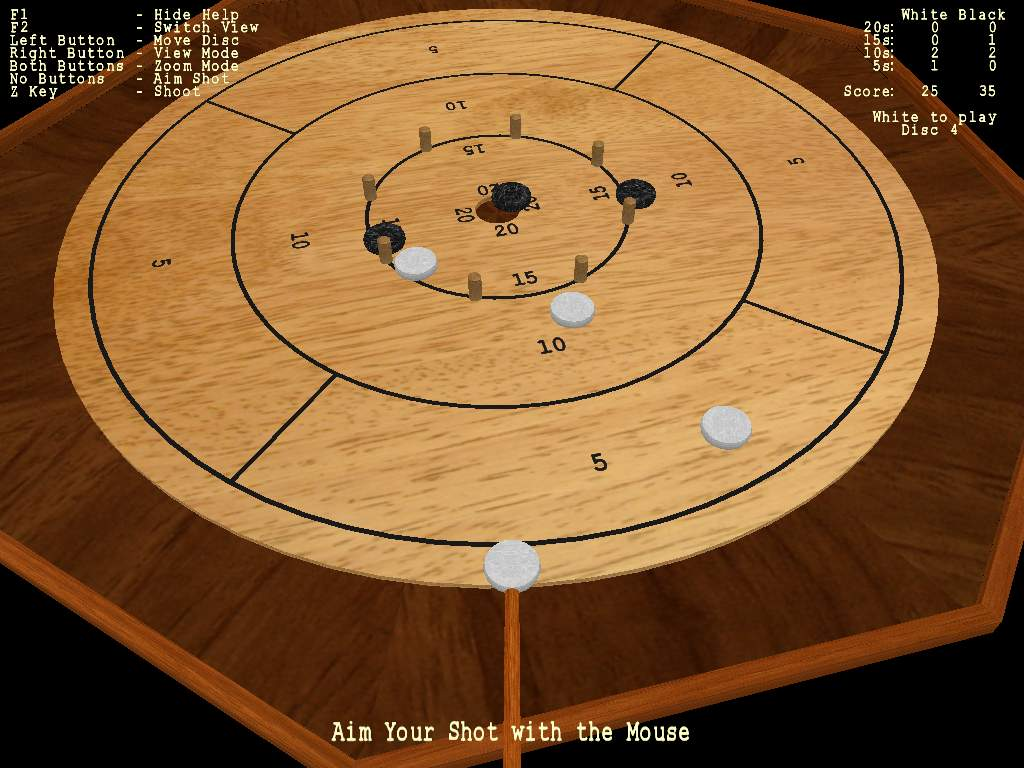
クロキノール

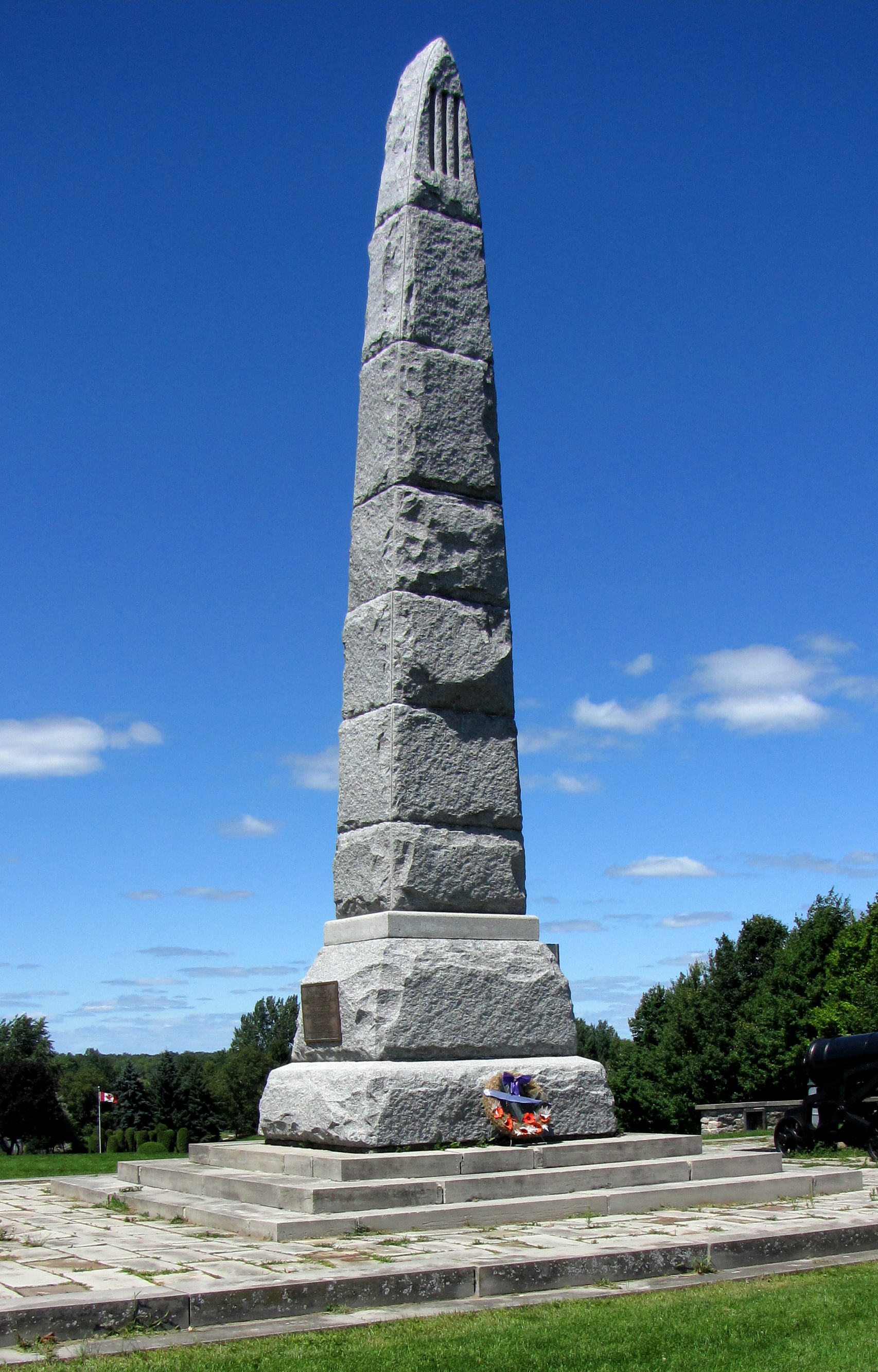
クライスラー農園の戦いの記念碑

### アトラクション
スペシャルイベント Special Event

月替わりで4つから5つほどのイベントが行われる。短期のもの、長期のもの様々である。
ファミリー・アクティビティ・センター Family Activity Centre

家族で1860年当時を体験でき、また、その当時の格好をすることも出来る。子供たちの一番人気は、錫細工である。他に羊毛を紡いだり、針山を作ったり、鵞ペンを使っての、カリグラフィの練習もできる。ボーリングに似た九柱戯やクロキノール（en:crokinole）などの当時の遊びも楽しめる。
トレイン・ツアー Train Tour

園内を走るミニ機関車。1860年代の機関車のレプリカで、2010年の9月に、モカシンという新しい機関車がお目見えした。ヘリテージ・パークを通るルートで、機関車からはセントローレンス川が見渡せる。ただ、2011年5月から拡張工事が始まっており、工事期間中はコースが限定される。
ワゴン・ライド Wagon Ride

園内を一周する大型馬車のサービス。
トウ・スコウ Tow Scow

運河沿いに馬が引っ張る大型平底船（スコウ）に乗ることができる。この船は、かつては重い物を風車小屋まで運んだり、また物資を遠距離を運んだりするのに用いられた。
フォトグラフィ・スタジオ Photography Studio

1860年代当時の格好で写真を取ってもらえる。
クイーン・エリザベス・ガーデン Queen Elizabeth Gardens

1984年の、エリザベス女王のオンタリオ州来訪を記念して造られた庭園。ヘリテージ・パークの中にあり、20万平方メートルの敷地に色とりどりの花が植わっている。
ヘリテージ・パーク Heritage Park

ビレッジの外にある公園。クライスラー農園の戦いの記念碑、その東に開拓記念碑（パイオニア・メモリアル）、ロイヤリスト・メモリアル、戦いから200周年を記念しての石碑がある。この石碑を刻んだのは、オンタリオ州の住民である。ビジターセンターもあり、当時の戦いの様子を再現した壁画が納められている。

### 移築された建築物
- Ancient Brethren Masonic Lodge
- Asselstine Factory
- Bakery
- Beach's Sawmill
- Bellamy's Steam Flour Mills
- Blacksmith
- Broommaker
- Cabinetmaker
- Christ Church
- Cook's Tavern
- Crysler Hall
- Crysler Store
- Dressmaker
- Engine House
- Gazette Printing Office
- Loucks Farm
- Lutheran Pastor House
- McDiarmid House
- Physician's House
- Providence Chapel
- Robertson House
- Ross Farm
- School House
- Shoemaker
- Tenant Farm
- Tinsmith's Shop
- Union Cheese Factory
- Willard's Hotel